# کاهنده سرعت ابرصوتی با چگالی پایین
کاهنده سرعت اَبَرصوتی با چگالی پایین (انگلیسی: Low-Density Supersonic Decelerator) یا (LDSD) یک وسیلهٔ بازگشت به جو است که برای آزمایش روش‌های ورود به جو مریخ طراحی شده است. این وسیله به شکل یک دیسک ساخته شده و از یک ساختار بادی به نام «کاهنده آیرودینامیکی بادی ابرصوتی» (SIAD) استفاده می‌کند. این ساختار شبیه یک بادکنک دونات‌مانند است که نیروی مقاوم هوا را ایجاد کرده و سرعت وسیله را قبل از باز شدن چتر نجات کاهش می‌دهد. هدف این پروژه ۲۳۰ میلیون دلاری، توسعه سیستمی است که بتواند محموله‌هایی با وزن ۲ تا ۳ تن را روی مریخ فرود بیاورد؛ در حالی که سیستم‌های فعلی فقط توانایی حمل محموله‌هایی با وزن حداکثر ۱ تن را دارند.
این وسیله توسط آزمایشگاه پیش‌رانش جت ناسا طراحی و آزمایش شده است و مارک آدلر مدیریت این پروژه را بر عهده دارد. اولین آزمایش آن در سال ۲۰۱۴ انجام شد. در این آزمایش، LDSD از پایگاه موشکی پاسیفیک در هاوائی با کمک یک بادکنک بزرگ هلیومی به ارتفاع ۳۶٬۵۰۰ متر (حدود ۱۲۰٬۰۰۰ فوت) پرتاب شد. پس از جدا شدن از بادکنک، موتورهای سوخت جامد وسیله را پایدار کردند و سپس موتور اصلی سوخت جامد آن روشن شد و وسیله را به سرعت ماخ ۴٫۳۲ و ارتفاع ۵۸٬۲۰۰ متر (حدود ۱۹۰٬۹۰۰ فوت) رساند.
پس از کاهش سرعت به ماخ ۴٫۰۸، ساختار SIAD که به شکل یک لولهٔ ۶ متری است، باز شد. این ساختار با افزایش سطح مقطع وسیله، نیروی مقاوم هوا را افزایش داده و سرعت کاهش بیشتری یافت. سپس، چتر نجاتی به قطر ۳۰٫۵ متر (دو برابر بزرگ‌تر از چتر مأموریت آزمایشگاه علمی مریخ) باز شد. با این حال، چتر نجات در حین باز شدن دچار پارگی شد و وسیله با سرعت ۳۲ تا ۴۸ کیلومتر در ساعت به اقیانوس آرام برخورد کرد. با وجود این مشکل، مأموریت موفق اعلام شد زیرا هدف اصلی آن اثبات قابلیت پرواز وسیله بود.
دومین آزمایش LDSD در سال ۲۰۱۵ انجام شد و تمرکز آن روی بهبود ساختار SIAD و چتر نجات بود. در این آزمایش نیز ساختار بادی به‌خوبی عمل کرد، اما چتر نجات باز هم دچار مشکل شد. پس از این آزمایش، برنامه‌ریزی برای یک آزمایش دیگر در سال ۲۰۱۶ انجام شد، اما نتایج آن به‌روزرسانی نشده است.
این فناوری راه را برای مأموریت‌های آینده مریخ باز کرده و تیم پروژه پیشنهاد داده که در مأموریت مریخ ۲۰۲۰، دوربینی برای ثبت باز شدن چتر نجات نصب شود. هدف این است که فناوری‌های توسعه‌یافته برای فرود دقیق‌تر و ایمن‌تر روی مریخ به کار گرفته شوند.